# Liste der Nummer-eins-Hits in den britischen Charts (1955)
Diese Liste enthält alle 15 britischen Nummer-eins-Hits des Jahres 1955. Sie wurden in den wöchentlichen Top 25 der britischen Musikzeitschrift New Musical Express veröffentlicht.
| ← 1954 ← | Liste der Nummer-eins-Hits in den britischen Charts | Liste der Nummer-eins-Hits in den britischen Charts                       | Liste der Nummer-eins-Hits in den britischen Charts | 1956 →                    |
| \| Zeitraum \| Wo. ges. \| Interpret \| Titel Autor(en) \| Zusätzliche Informationen \| \| (Zeitraum, Wochen auf Platz eins, Interpret, Titel, Autor[en], zusätzliche Informationen) \| \| \| \| \| \| ----------------------------------------------------------------------------------------- \| -------- \| ------------------------------------------------------------------------- \| -------------------------------------------------------------------------------------------------------------------------------------------------------------------------------------------------------------------------- \| ------------------------- \| \| 3. Dezember 1954 – 6. Januar 1955 5 Wochen \| 5 \| Winifred Atwell \| Let’s Have Another Party[1] Nat D. Ayer, Clifford Grey, James W. Tate, Ray Henderson, Mort Dison, Albert Fitz, William Penn, Gus Cahn, Walter Donaldson, Leslie Stuart, Harry Armstrong, Ted Snyder, Leo Wood, Harry Woods \| - \| \| 7. Januar 1955 – 13. Januar 1955 1 Woche (insgesamt 3) \| 3 \| Dickie Valentine with the Stargazers (and Johnny Douglas & His Orchestra) \| The Finger of Suspicion[2] Paul Mann, Al Lewis \| - \| \| 14. Januar 1955 – 20. Januar 1955 1 Woche (insgesamt 3) \| 3 \| Rosemary Clooney & the Mellomen (with Buddy Cole & His Orchestra) \| Mambo Italiano[3] Bob Merrill \| - \| \| 21. Januar 1955 – 3. Februar 1955 2 Wochen (insgesamt 3) \| 3 \| Dickie Valentine with the Stargazers (and Johnny Douglas & His Orchestra) \| The Finger of Suspicion Paul Mann, Al Lewis \| - \| \| 4. Februar 1955 – 17. Februar 1955 2 Wochen (insgesamt 3) \| 3 \| Rosemary Clooney & the Mellomen (with Buddy Cole & His Orchestra) \| Mambo Italiano Bob Merrill \| - \| \| 18. Februar 1955 – 10. März 1955 3 Wochen \| 3 \| Ruby Murray (with Ray Martin & His Orchestra) \| Softly, Softly[4] Robin H. Scutt, Paddy Roberts, Pierre Dudan \| - \| \| 11. März 1955 – 28. April 1955 7 Wochen \| 7 \| Tennessee Ernie Ford (with Billy May & his Orchestra & Chorus) \| Give Me Your Word[5] Musik: George Wyle: Text: Irving Taylor \| - \| \| 29. April 1955 – 12. Mai 1955 2 Wochen \| 2 \| Pérez Prado & His Orchestra (with Billy Regis) \| Cherry Pink and Apple Blossom White[6] Louis Guilielmi Louiguy \| - \| \| 13. Mai 1955 – 26. Mai 1955 2 Wochen \| 2 \| Tony Bennett (with Percy Faith & His Orchestra) \| Stranger in Paradise[7] Robert Craig Wright, George Chet Forrest \| - \| \| 27. Mai 1955 – 23. Juni 1955 4 Wochen \| 4 \| Eddie Calvert (with Norrie Paramor & His Orchestra) \| Cherry Pink and Apple Blossom White[8] Louis Guilielmi Louiguy \| - \| \| 24. Juni 1955 – 14. Juli 1955 3 Wochen \| 3 \| Jimmy Young (with Bob Sharples & His Music) \| Unchained Melody[9] Alex North, Hy Zaret \| - \| \| 15. Juli 1955 – 28. Juli 1955 2 Wochen \| 2 \| Alma Cogan (with Vocal Group & Frank Cordell & His Orchestra) \| Dreamboat[10] Al Hoffman \| - \| \| 29. Juli 1955 – 13. Oktober 1955 11 Wochen \| 11 \| Slim Whitman \| Rose Marie[11] Otto Harbach, Oscar Hammerstein, Rudolf Friml, Herbert Stothart \| - \| \| 14. Oktober 1955 – 10. November 1955 4 Wochen \| 4 \| Jimmy Young (with Bob Sharples & His Music) \| The Man from Laramie[12] Lester Lee, Ned Washington \| - \| \| 11. November 1955 – 24. November 1955 2 Wochen \| 2 \| The Johnston Brothers (with Johnny Douglas & His Orchestra) \| Hernando’s Hideaway[13] Richard Adler, Jerry Ross \| - \| \| 25. November 1955 – 15. Dezember 1955 3 Wochen (insgesamt 5) \| 5 \| Bill Haley & His Comets \| Rock Around the Clock[14] Jimmy De Knight, Max C. Freedman \| - \| \| 16. Dezember 1955 – 5. Januar 1956 3 Wochen \| 3 \| Dickie Valentine (with Johnny Douglas & His Orchestra) \| Christmas Alphabet[15] Buddy Kaye, Jules Loman \| - \| |                                                     |                                                                           | |                           |
| ← 1954 |                                                     |                                                                           | | → 1956 →                  |
| Zeitraum | Wo. ges.                                            | Interpret                                                                 | Titel Autor(en) | Zusätzliche Informationen |
| (Zeitraum, Wochen auf Platz eins, Interpret, Titel, Autor[en], zusätzliche Informationen) |                                                     |                                                                           | |                           |
| 3. Dezember 1954 – 6. Januar 1955 5 Wochen | 5                                                   | Winifred Atwell                                                           | Let’s Have Another Party Nat D. Ayer, Clifford Grey, James W. Tate, Ray Henderson, Mort Dison, Albert Fitz, William Penn, Gus Cahn, Walter Donaldson, Leslie Stuart, Harry Armstrong, Ted Snyder, Leo Wood, Harry Woods | -                         |
| 7. Januar 1955 – 13. Januar 1955 1 Woche (insgesamt 3) | 3                                                   | Dickie Valentine with the Stargazers (and Johnny Douglas & His Orchestra) | The Finger of Suspicion Paul Mann, Al Lewis | -                         |
| 14. Januar 1955 – 20. Januar 1955 1 Woche (insgesamt 3) | 3                                                   | Rosemary Clooney & the Mellomen (with Buddy Cole & His Orchestra)         | Mambo Italiano Bob Merrill | -                         |
| 21. Januar 1955 – 3. Februar 1955 2 Wochen (insgesamt 3) | 3                                                   | Dickie Valentine with the Stargazers (and Johnny Douglas & His Orchestra) | The Finger of Suspicion Paul Mann, Al Lewis | -                         |
| 4. Februar 1955 – 17. Februar 1955 2 Wochen (insgesamt 3) | 3                                                   | Rosemary Clooney & the Mellomen (with Buddy Cole & His Orchestra)         | Mambo Italiano Bob Merrill | -                         |
| 18. Februar 1955 – 10. März 1955 3 Wochen | 3                                                   | Ruby Murray (with Ray Martin & His Orchestra)                             | Softly, Softly Robin H. Scutt, Paddy Roberts, Pierre Dudan | -                         |
| 11. März 1955 – 28. April 1955 7 Wochen | 7                                                   | Tennessee Ernie Ford (with Billy May & his Orchestra & Chorus)            | Give Me Your Word Musik: George Wyle: Text: Irving Taylor | -                         |
| 29. April 1955 – 12. Mai 1955 2 Wochen | 2                                                   | Pérez Prado & His Orchestra (with Billy Regis)                            | Cherry Pink and Apple Blossom White Louis Guilielmi Louiguy | -                         |
| 13. Mai 1955 – 26. Mai 1955 2 Wochen | 2                                                   | Tony Bennett (with Percy Faith & His Orchestra)                           | Stranger in Paradise Robert Craig Wright, George Chet Forrest | -                         |
| 27. Mai 1955 – 23. Juni 1955 4 Wochen | 4                                                   | Eddie Calvert (with Norrie Paramor & His Orchestra)                       | Cherry Pink and Apple Blossom White Louis Guilielmi Louiguy | -                         |
| 24. Juni 1955 – 14. Juli 1955 3 Wochen | 3                                                   | Jimmy Young (with Bob Sharples & His Music)                               | Unchained Melody Alex North, Hy Zaret | -                         |
| 15. Juli 1955 – 28. Juli 1955 2 Wochen | 2                                                   | Alma Cogan (with Vocal Group & Frank Cordell & His Orchestra)             | Dreamboat Al Hoffman | -                         |
| 29. Juli 1955 – 13. Oktober 1955 11 Wochen | 11                                                  | Slim Whitman                                                              | Rose Marie Otto Harbach, Oscar Hammerstein, Rudolf Friml, Herbert Stothart | -                         |
| 14. Oktober 1955 – 10. November 1955 4 Wochen | 4                                                   | Jimmy Young (with Bob Sharples & His Music)                               | The Man from Laramie Lester Lee, Ned Washington | -                         |
| 11. November 1955 – 24. November 1955 2 Wochen | 2                                                   | The Johnston Brothers (with Johnny Douglas & His Orchestra)               | Hernando’s Hideaway Richard Adler, Jerry Ross | -                         |
| 25. November 1955 – 15. Dezember 1955 3 Wochen (insgesamt 5) | 5                                                   | Bill Haley & His Comets                                                   | Rock Around the Clock Jimmy De Knight, Max C. Freedman | -                         |
| 16. Dezember 1955 – 5. Januar 1956 3 Wochen | 3                                                   | Dickie Valentine (with Johnny Douglas & His Orchestra)                    | Christmas Alphabet Buddy Kaye, Jules Loman | -                         |

* Die Daten orientieren sich am Ausgabedatum des NME (jeweils freitags)

## Jahreshitparade
| ← 1954 | Singlehits des Jahres in den britischen Charts | Singlehits des Jahres in den britischen Charts | Singlehits des Jahres in den britischen Charts | 1956 → |

| Platz | Platz | Interpret                                                                 | Interpret                                                                 | Titel Autor(en)                                                            |
| ----- | ----- | ------------------------------------------------------------------------- | ------------------------------------------------------------------------- | -------------------------------------------------------------------------- |
| 1     | 1     | Tennessee Ernie Ford (with Billy May & his Orchestra & Chorus)            | Tennessee Ernie Ford (with Billy May & his Orchestra & Chorus)            | Give Me Your Word Musik: George Wyle: Text: Irving Taylor                  |
| 2     | 2     | Slim Whitman                                                              | Slim Whitman                                                              | Rose Marie Otto Harbach, Oscar Hammerstein, Rudolf Friml, Herbert Stothart |
| 3     | 3     | Jimmy Young (with Bob Sharples & His Music)                               | Jimmy Young (with Bob Sharples & His Music)                               | The Man from Laramie Lester Lee, Ned Washington                            |
| 4     | 4     | Eddie Calvert (with Norrie Paramor & His Orchestra)                       | Eddie Calvert (with Norrie Paramor & His Orchestra)                       | Cherry Pink and Apple Blossom White Louis Guilielmi Louiguy                |
| 5     | 5     | Bill Haley & His Comets                                                   | Bill Haley & His Comets                                                   | Rock Around the Clock Jimmy De Knight, Max C. Freedman                     |
| 6     | 6     | Ruby Murray (with Ray Martin & His Orchestra)                             | Ruby Murray (with Ray Martin & His Orchestra)                             | Softly, Softly Robin H. Scutt, Paddy Roberts, Pierre Dudan                 |
| 7     | 7     | Rosemary Clooney & the Mellomen (with Buddy Cole & His Orchestra)         | Rosemary Clooney & the Mellomen (with Buddy Cole & His Orchestra)         | Mambo Italiano Bob Merrill                                                 |
| 8     | 8     | Tony Bennett (with Percy Faith & His Orchestra)                           | Tony Bennett (with Percy Faith & His Orchestra)                           | Stranger in Paradise Robert Craig Wright, George Chet Forrest              |
| 9     | 9     | Dickie Valentine (with Johnny Douglas & His Orchestra)                    | Dickie Valentine (with Johnny Douglas & His Orchestra)                    | Christmas Alphabet Buddy Kaye, Jules Loman                                 |
| 10    | 10    | Dickie Valentine with the Stargazers (and Johnny Douglas & His Orchestra) | Dickie Valentine with the Stargazers (and Johnny Douglas & His Orchestra) | Finger of Suspicion Paul Mann, Al Lewis                                    |

| ← 1954 |  |  |  | 1956 → |